# 新班列特站

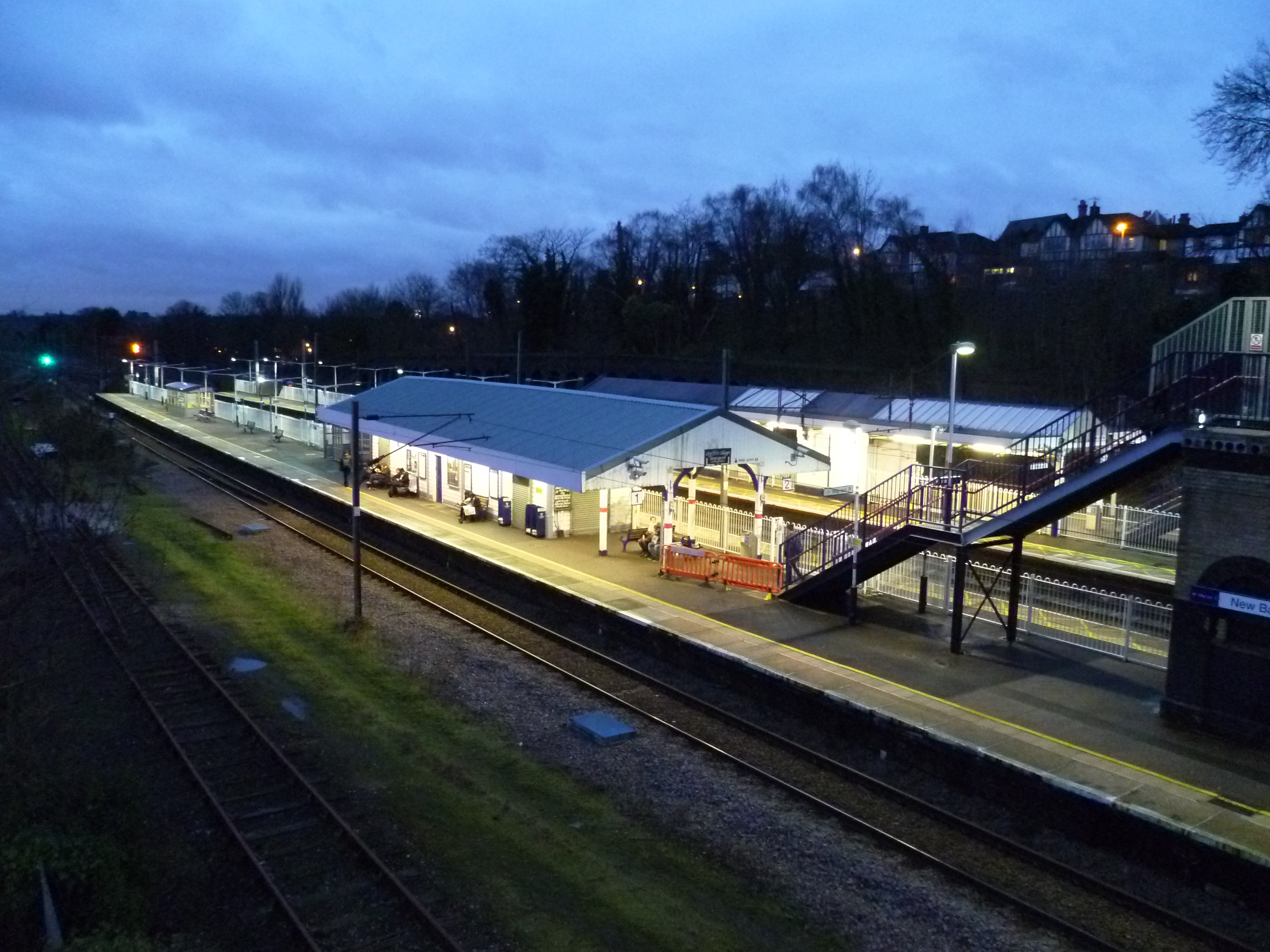
晚間的火车站

新巴尼特火车站（英語：New Barnet railway station）位于英国伦敦北部巴尼特區。坐落於國王十字以北9英里12鏈（14.7）處、第5收費區 。車站由大北方鐵路管理。现可以使用蠔卡预付费来往返该站以及大伦敦各地区的大部分国铁車站。